# Ditassa leonii
Ditassa leonii är en oleanderväxtart som beskrevs av Fontella och T.U.P.Konno. Ditassa leonii ingår i släktet Ditassa och familjen oleanderväxter. Inga underarter finns listade i Catalogue of Life.